# Hoplocallis microsetosus
Hoplocallis microsetosus är en insektsart som först beskrevs av Quednau och Chakrabarti 1976.  Hoplocallis microsetosus ingår i släktet Hoplocallis och familjen långrörsbladlöss. Inga underarter finns listade i Catalogue of Life.